# ルドルフ・コーリッシュ
ルドルフ・コーリッシュ（Rudolf Kolisch, 1896年7月20日 - 1978年8月1日）は、オーストリア出身のヴァイオリニストで、弦楽四重奏団のリーダー。教育者や音楽学者としても重要である。左利きであり、右肩にヴァイオリンを構えて左手で弓を弾く数少ないヴァイオリニストだった。

## 概要
ニーダー・エースターライヒ州のクラム(Klamm)出身で、ウィーンで育つ。同名の父親はユダヤ系の著名な内科医で、ウィーン大学の講師だった。第一次世界大戦後に、ウィーン大学に通うかたわらウィーン音楽院にも在籍し、ヴァイオリンをシェフチークに、作曲をシュレーカーに、指揮法をシャルクに師事。当初は指揮者の道を歩むつもりであった。
1919年より作曲を同胞のシェーンベルクに師事したことから、間もなくウィーン私的演奏協会の活動に参加させられる。これがきっかけとなって、シェーンベルク作品の上演を目的としてウィーン弦楽四重奏団（Wiener Streichquartett）を旗揚げし、多くのリハーサルでシェーンベルク自身の監修を受けた。一方で同団体は、シェーンベルクの指導方針に従い、古典的なレパートリーの演奏にも取り組んだ。1927年までにコーリッシュ四重奏団に改称する。シェーンベルクのほかにも、ベルクやアントン・ヴェーベルン、バルトークからも新作を提供されるようになる。なお、妹のゲルトルート（Gertrud Schoenberg, 1898年 – 1967年）は、1924年にシェーンベルクの2度目の妻になった。
第二次世界大戦の勃発までにニューヨークに上陸したコーリッシュは、当初はコーリッシュ四重奏団の維持に努めようとするも失敗し、ニュー・スクール大学の教員として、講座「演奏（音楽の意味の実現）」を担当する。またオットー・クレンペラーと共同で、学内アンサンブル（室内オーケストラ）を設立し、その最初の演奏会で、バルトークの《弦楽器と打楽器とチェレスタのための音楽》やストラヴィンスキーの《兵士の物語》、シェーンベルクの《室内交響曲第1番》の米国初演を実現させる。この間に別の室内アンサンブルを準備して、作曲者自身の指揮による《月に憑かれたピエロ》の録音に参加、さらに論文『ベートーヴェンの音楽における速度と性格』（"Tempo and Character in Beethoven's Music"）を執筆し、米国音楽学会ニューヨーク支部に提出。同論文は、後に学術雑誌『ミュージカル・クォータリー』（"Musical Quarterly"）誌に掲載された。ちなみにこの論文は、ベートーヴェンのオリジナルのメトロノーム記号の意義を現代に甦らせた、最初の英語論文の一つであった。
1944年にウィスコンシン大学に招かれてマディソン校に行き、正教授に迎えられると同時に、プロ・アルテ弦楽四重奏団のリーダーに就任する。同団体は、おそらく米国で最初の大学常駐アンサンブルだったらしい。1950年代には再びソリストとしてヨーロッパで演奏旅行を行い、ダルムシュタット夏季現代音楽講習会の講師を、旧友エドゥアルト・シュトイアーマンやテオドール・アドルノらとともに引き受ける。1956年に1年間ダルムシュタットに暮らしたのを除けば、1966年に定年退職を迎えるまでマディスンに過ごした。その後はガンサー・シュラーに招かれてボストンのニューイングランド音楽院の室内楽科の主任教授を担当し、亡くなるまでその地位にあった。1974年の夏から1977年まで、ウィーン郊外のメートリンクにて例年開催の「シェーンベルク講習会」でも室内楽演奏の教鞭を執った。
コーリッシュは、1930年代にピアニストのヨセファ・ロサンスカ（Josefa Rosanska, 1904年 - 1986年）と結婚するが、やがて離婚し、1940年代初頭にヴィオラ奏者のローナ・フリードマン（Lorna Freedman, 1917年 - 2006年）と再婚した。
コーリッシュの書類は、ハーヴァード大学ヒュートン図書館の原稿部門に保管されている。